# Ole Tobiasen
Ole Tobiasen (Amager, 8 juli 1975) is een Deens voetbalcoach en voormalig voetballer. Hij speelde van 1992 tot en met 2010 voor FC Kopenhagen, SC Heerenveen, AFC Ajax, AZ, Aalborg BK, Sandefjord Fotball en MVV. Tobiasen kwam zes keer uit voor het Deens voetbalelftal. Hij was tot 5 maart 2021 trainer van Almere City . Almere City heeft per direct afscheid genomen van de Deense trainer, nadat 4 van de 5 wedstrijden verloren gingen, en ze niet meer mee deden om het kampioenschap in de Eerste divisie.

## Carrière
Tobiasen startte zijn carrière bij clubs in de buurt van Kopenhagen en in 1995 ging hij naar sc Heerenveen. Na twee jaar, waarin hij 34 wedstrijden speelde en 1 keer scoorde, werd hij in 1997 gekocht door Ajax. Tobiasen werd vaak langs de rechterzijlijn gezien, als hij mee opstoomde bij een aanval. Tobiassen verbaasde in zijn eerste twee jaar bij Ajax en hij verdiende daarmee 6 wedstrijden voor de Deense nationale ploeg. Het waren kwalificatiewedstrijden voor het WK voetbal 1998 en het EK voetbal 2000, maar miste beide eindtoernooien door blessures.
Tobiasen had van 1999 tot en met 2002 last van blessures. Toen in 2002 zijn contract was afgelopen, ging hij spelen voor AZ. Na dat seizoen ging hij in 2003 terug naar FC Kopenhagen. In 2005 is hij uitgeleend aan Aalborg BK. In 2006 speelt hij bij het Noorse Sandefjord Fotball.
In de tweede helft van 2006 ging hij terug naar Nederland om MVV te versterken. Een van de redenen voor deze opmerkelijke transfer, een speler met grote staat van dienst naar een op dat moment weinig succesvolle Eerste divisie-club, is dat Tobiasens vrouw afkomstig is uit Margraten en ze zich graag in de streek wilden vestigen. Daarom wilde hij graag zijn carrière in Maastricht afsluiten. In september 2009 werd hij door trainer Fuat Çapa uit de selectie gezet nadat hij als aanvoerder kritisch was geweest. Ook na het vertrek van Capa keerde hij niet meer terug in de selectie en een eerder aanbod om technisch directeur te worden werd vanwege de financiële problemen bij MVV nooit afgerond. In september 2010 oordeelde de KNVB in een arbitragezaak tussen Tobiassen en MVV dat MVV een schadevergoeding van 24.000 euro moest betalen voor het niet doorgaan van de toegezegde baan
In de zomer van 2010 liet hij zich overschrijven naar de amateurs van EHC uit Hoensbroek. Hij ging in augustus 2010 tevens als jeugdtrainer aan de slag bij Roda JC. In 2011 stopte hij als speler en werd hij ook actief als spelersbegeleider. Van het seizoen 2012/13 tot januari 2014 was Tobiasen hoofdtrainer van EHC. In het seizoen 2016/2017 was Tobiasen zowel assistent-trainer bij het eerste elftal van Sparta als hoofdtrainer van Jong Sparta, dat uitkomt in de Tweede divisie. Tobiasen was van juni 2017 tot januari 2018 eerste assistent-trainer bij het eerste elftal van Sparta. Hierna werd hij assistent-trainer van Almere-City en vervolgens vanaf 2019 hoofdtrainer. Na tegenvallende resultaten werd hij hier in maart 2021 ontslagen.
In de zomer van 2021 begon hij als assistent onder Jansen bij SC Heerenveen, toen Jansen in februari na een slechte reeks zijn ontslag kreeg werd Tobiasen doorgeschoven als interim-trainer.

## Erelijst
FC Kopenhagen
- Superligaen: 1992/93, 2002/03, 2003/04
- Beker van Denemarken: 1994/95, 2003/04
- Deense Super Cup: 1995

 AFC Ajax
- Eredivisie: 1997/98
- Amstel Cup: 1997/98, 1998/99